# كيم مين-أو
كيم مين-أو (هانغل: 김민오) هو لاعب كرة قدم كوري جنوبي في مركز الوسط، ولد في 8 مايو 1983 في كوريا الجنوبية. لعب مع أولسان هيونداي.

## وصلات خارجية
- كيم مين-أو على موقع دوري كوريا الجنوبية (الإنجليزية)